# Mattenhof
Der Mattenhof (auch: Mattehof) ist ein statistischer Bezirk und zugleich ein kleineres zugehöriges gebräuchliches Quartier im Stadtteil Mattenhof-Weissenbühl (III) im Süden von Bern. Zum statistischen Bezirk gehört neben Mattenhof noch das Quartier Kinderklinik/Frauenspital. Angrenzende statistische Bezirke sind Weissenstein im Süden, Holligen im Westen und Nordwesten, Monbijou im Nordosten und Osten sowie Weissenbühl im Südosten.
Auf 61 Hektar lebten im Jahr 2022 6802 Einwohner, davon 6252 Schweizer und 1550 Ausländer. Im kleineren gebräuchlichen Quartier lebten 6580 Einwohner, 5080 Schweizer und 1493 Ausländer. Das Quartier liegt auf einer Höhe von etwa 520 bis 560 Metern über dem Meer.
Die Hauptverkehrsadern, die das Quartier zugleich eingrenzen, sind die Schwarzenburgstrasse im Südosten, die Weissensteinstrasse im Süden, die Könizstrasse im Westen und die Effingerstrasse im Norden. Weitere wichtige Strassen sind die Schwarztorstrasse, die Belpstrasse und die Zieglerstrasse. Der Hauptplatz ist der Eigerplatz. Die Anbindung an den öffentlichen Verkehr wird durch die Bernmobil-Linien 3, 6, 10, 13, 14, 17 und 28 gewährleistet, wobei die Linie 6 zum Fischermätteli beinahe alle Haltestellen ihrer Route im Mattenhof hat.
Im Mattenhof befindet sich die Berner Friedenskirche.

## Geschichte
Seit Mitte des 19. Jahrhunderts bezeichnet «Mattenhof» das Gebiet zwischen Hirschengraben, Eigerplatz und Brunnmattstrasse. Bis in die 1840er war das Mattenhofquartier ein rurales Gebiet, das von Wasserläufen durchflossen wurde. Zwischen dem Sulgenbach im Süden und der Villette im Norden begann sich nach 1850 eine insgesamt lockere und uneinheitliche Siedlungsstruktur zu entwickeln, die den Mattenhof weitestgehend noch heute prägt.

## Bilder

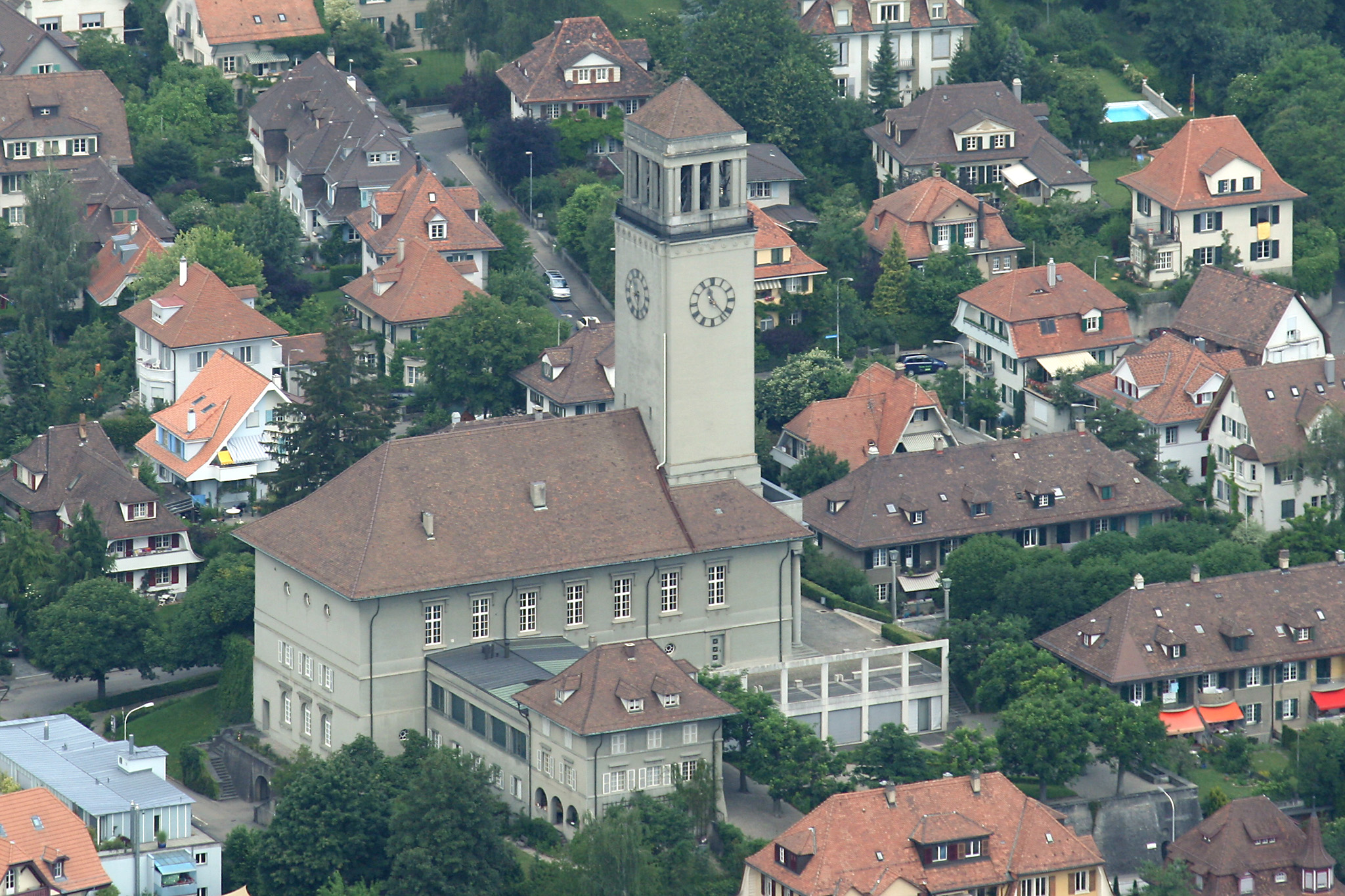
Friedenskirche im Mattenhof
Mattenhof-Poststelle ca. 1920